# Brović
Brović es un pueblo ubicado en el municipio de Obrenovac, en Belgrado, Serbia.

## Superficie
Posee una superficie de 7,809 kilómetros cuadrados.

## Demografía
Hasta 2022 la población era de 619 habitantes, con una densidad de población de 79,27 habitantes por kilómetro cuadrado.